# Pra Você (álbum de Os Cantores de Cristo)
Pra Você é o terceiro álbum de estúdio da banda de rock cristão Os Cantores de Cristo, lançado em 1979 pela gravadora Favoritos Evangélicos.

## Faixas

### Lado A
1. Prova de Amor
2. Pra Você
3. Cada Um de Nós
4. O Fim do Mundo
5. Sua Graça

### Lado B
1. Janela do Céu
2. Amigo Leal
3. Éden
4. Alegria dos Justos
5. Primavera